# Протромбін
Протромбін (від грецького — перед, раніше + тромбін, фактор зсідання крові ІІ) — білок плазми крові людини і тварин, що в процесі зсідання крові перетворюється на фермент тромбін. За хімічною природою протромбін — глікопротеїд. Біосинтез протромбіну відбувається в клітинах печінки і залежить від вмісту в організмі вітаміну К. Зниження рівня протромбіна в крові призводить до кровоточивості. В медичній практиці визначають рівень протромбіну в крові для характеристики зсідання крові.

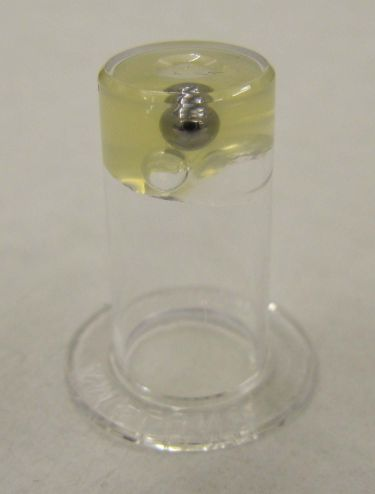
Плазма крові після додавання протромбіну. Густина змінилась настільки, що у зміненій плазмі легко утримується сталева кулька

Хоч активований фактор зсідання крові II це тромбін, практично спершу визначають протромбін, тому його також відносять до фактору зсідання крові ІІ.

## Норма протромбіну
В нормі вміст протромбіну в крові становить 78-142 %.[джерело?]

## Лабораторні дослідження протромбіну
За допомогою лабораторних аналізів проводять:
- Коагуляційний тест, в якому визначають час згортання плазми пацієнта після додавання до неї суміші тканинного тромбопластину та іонів кальцію.  Визначення протромбінового часу і протромбіну по Квіку — спосіб оцінки дефіциту факторів протромбінового комплексу та активності зовнішнього шляху згортання.

Результати тесту, при нормальному вмісті та якості фібриногену, залежать від вмісту факторів II, V, VII, X (активності протромбінового комплексу). Утворення основних факторів протромбінового комплексу відбувається в печінці, тому цей тест часто використовують для оцінки її білок-синтезуючої функції. Синтез цих факторів згортання в печінці залежить від присутності в організмі вітаміну К, антагоністами якого є непрямі антикоагулянти або антикоагулянти непрямої дії (АНД) тому протромбіновий тест використовують для контролю терапії непрямими антикоагулянтами.
Найбільш часто використовуваними АНД є похідні 4-гідроксикумарина — монокумароли (фенпрокумарол, аценокумарол) серед яких особливою популярністю користується варфарин.

## Результати протромбінового тесту
Результати протромбінового тесту можуть бути представлені в таких формах:
- Протромбін по Квіку (%) — як і протромбіновий індекс, дозволяє визначати активність протромбінового комплексу плазми пацієнта в порівнянні з виміряним протромбіновим часом контрольної плазми. Але при цьому розрахунок проводиться по кривій залежності протромбінового часу від % вмісту факторів протромбінового комплексу, побудованої з використанням різних розведень контрольної плазми. Такий спосіб представлення результатів є більш точним, особливо в області низьких значень. Протромбіновий індекс і протромбин по Квіку можуть збігатися один з одним в області нормальних значень. У зоні низьких значень, рекомендованих для ведення хворих, які приймають непрямі антикоагулянти, де показники цих тестів розходяться. Протромбіновий індекс 50-60 % може відповідати 30-40 % протромбіну по Квіку.
- МНВ (Міжнародне нормалізоване відношення, абревіатура англ. INR) — додатковий спосіб представлення результатів протромбінового тесту, рекомендований для контролю терапії з непрямими антикоагулянтами.

МНВ розраховується за формулою:
INR (МНВ) = (Протромбіновий час пацієнта / Нормальний середній протромбіновий час)isi, де ISI (Міжнародний Індекс чутливості тромбопластину), він же МІЧ (Міжнародний індекс чутливості) — показник чутливості тромбопластину, стандартизують його відносно міжнародного стандарту.
МНВ — математична корекція, за допомогою якої проводиться стандартизацію протромбінового часу, виміряного за допомогою різних тромбопластинів, що мають різну чутливість. Оптимальні межі МНВ, які повинні бути досягнуті в ході лікування непрямими антикоагулянтами, залежать від терапевтичних цілей і визначаються лікарем-куратором. МНВ і протромбін по Квіку корелюють негативно — зниження протромбіну по Квіку відповідає підвищенню МНВ.
- Протромбіновий час (в секундах) відображає час згортання плазми після додавання тромбопластин-кальцієвої суміші. Такий результат протромбінового тесту не дозволяє проводити порівняльну оцінку результатів, оскільки різні лабораторії використовують різні методи і апаратуру, а головне — тромбопластин різної активності і різного походження.
- Протромбіновий індекс — відношення часу згортання контрольної (нормальної) плазми до часу згортання плазми пацієнта, виражене у відсотках. Показник в області низьких значень значно залежить від чутливості використовуваних реактивів.